# Фрегат (мікрорайон)
Фрегат — житловий масив міста Первомайська Миколаївської області в Україні.
Розташовується в північно-східній частині міста.
Виник наприкінці 60-х років ХХ століття одночасно з будівництвом  та введенням в експлуатацію у місті Первомайську машинобудівного заводу Фрегат.
Мікрорайон вирізняється відносною віддаленістю від центру міста, що обумовило розвиток його практично замкнутої інфраструктури. 
На території мікрорайону функціонують Палац культури «Фрегат», загальноосвітня школа, професійно-технічне училище. На території мікрорайону розташовуються головний офіс ВАТ Бриг, Первомайська центральна багатопрофільна лікарня. Розгалужена система торговельно-побутових закладів. В останні роки збудовано Свято-Варварівську церкву, новий ринок, торговельний комплекс, висаджено парк Воїнів-інтернаціоналістів та Чорнобильців з каплицею.